# Microligea palustris
Microligea palustris (Cory, 1884) è un uccello passeriforme della famiglia Phaenicophilidae. È l'unica specie nota del genere Microligea Cory, 1884.

## Distribuzione e habitat
La specie è un endemismo dell'isola di Hispaniola (Antille).